# Les Contes de la nuit (film, 2011)
Ne doit pas être confondu avec Les Contes de la nuit (téléfilm, 1992).
Pour plus de détails, voir Fiche technique et Distribution.
Les Contes de la nuit est un long métrage d'animation de Michel Ocelot adapté pour le cinéma et pour des projections en relief d'après la série de courts métrages en ombres chinoises Dragons et Princesses, sortis en salle en France le 20 juillet 2011. Il comporte également un conte inédit.

## Synopsis
Une fille, un garçon et un vieux technicien de cinéma se retrouvent tous les soirs dans une petite salle de cinéma pour se raconter des histoires. Le film se compose de six contes se déroulant à des époques et dans des pays variés, dans un univers d'ombres chinoises. Avant chaque conte, le garçon et la fille décident, en accord avec le vieux technicien, des personnages qu'ils vont jouer et de l'histoire qu'ils vont interpréter ; ils choisissent une époque, un pays et des costumes grâce à la documentation que le technicien leur apporte, et se fabriquent vêtements et accessoires grâce à une machine commandée par ordinateur. Ils se placent alors derrière le rideau de la salle de cinéma, que le technicien lève lorsqu'ils sont prêts. Les six contes sont « Le Loup-garou », « Tijean et la Belle-sans-Connaître », « L'élu de la ville d'or », « Le garçon tam-tam », « Le garçon qui ne mentait jamais » et  « La fille-biche et le fils de l'Architecte ».

### Le Loup-garou
Le merveilleux conte se déroule dans l'État bourguignon. Après avoir longuement hésité entre deux sœurs qu'il aime toutes deux profondément, un prince en épouse une, persuadé que c'est elle qui lui a prêté assistance par le passé lorsqu'il était accusé et emprisonné injustement. Mais le soir des noces, il se refuse à passer la nuit de pleine lune en compagnie de sa nouvelle épouse. Pressé de révéler son secret, il finit par avouer être un loup-garou qui se change en loup toutes les nuits de pleine lune, et ne peut reprendre forme humaine qu'en remettant le collier d'or qu'il porte constamment le reste du temps. Le prince ignore que la princesse qu'il vient d'épouser s'est perfidement appropriée les mérites de sa sœur, qui avait sacrifié ses bijoux pour lui prodiguer nourriture et vêtements pendant sa captivité. Révulsée par la révélation du prince, cette princesse perfide lui tend un piège afin de l'empêcher de reprendre forme humaine au matin et de le faire tuer par les chasseurs de la cour. Seule l'intervention de la sœur honnête sauve la vie du loup et fait éclater la vérité.

### Tijean et la Belle-sans-Connaître
Le conte se passe aux Antilles. En explorant une longue grotte, Tijean descend si loin sous la terre qu'il se retrouve au pays des morts. L'ombre d'un vieillard lui indique comment vaincre trois monstres, une abeille géante, une mangouste géante et un iguane géant, qui mènent à la cour du roi, dont la fille est à marier. Tijean vainc les trois monstres à sa façon, sans les tuer, mais, parvenu devant le roi, il se voit imposer trois épreuves impossibles pour mériter la main de la Belle-sans-Connaître ; le moindre échec lui vaudra d'être condamné au hachoir. Heureusement, les trois animaux qu'il a épargnés lui viennent en aide.

### L'Élue de la ville d'or
L'univers du conte s'inspire de la civilisation aztèque. Les habitants d'une ville d'or vénèrent le Bienfaiteur, qui leur apporte des monceaux d'or en échange du sacrifice, quatre fois par an, de la plus jolie jeune fille du pays. Un étranger, apprenant le sinistre pacte de la bouche de la fille qui doit être sacrifiée, et qu'il trouve très belle, se persuade qu'il est possible de vaincre le Bienfaiteur. Mais une prophétie dit que la ville d'or s'écroulera quand le Bienfaiteur tombera.

### Le Garçon tam-tam
L'histoire se passe dans un village d'Afrique de l'Ouest. Un jeune garçon n'est bon à rien d'autre qu'à jouer du tam-tam sur tout et n'importe quoi, et se fait chasser par les villageois, qui le trouvent bruyant et inutile. Il rêve de trouver le tam-tam magique, qui lui permettrait de bien jouer, et qui a le pouvoir de forcer à danser tous ceux qui l'écoutent. Un jour, le jeune garçon sauve la vie à un vieillard qui s'avère être le gardien du tam-tam magique. Le vieillard accepte de laisser le jeune garçon jouer sur le précieux instrument, mais il ne pourra en activer les pouvoirs qu'après un long et difficile entraînement.

### Le Garçon qui ne mentait jamais
Le conte se déroule au Tibet. Le garçon qui ne ment jamais, un serviteur du roi, est très ami avec Mélongi, le cheval du roi, qui a le don de parler comme un humain. Un jour, le roi reçoit la visite du roi du royaume voisin, qui, lui, possède une jument, Sumaki, capable de chanter. Le roi parie avec le roi du royaume voisin que le jeune garçon ne mentira jamais ; le roi qui gagnera le pari remportera la moitié du royaume de l'autre. La fille du roi est chargée de mettre le jeune garçon à l'épreuve. Pour cela, elle le séduit, puis le met face à un dilemme cruel : elle simule une maladie mortelle et prétend qu'elle ne pourra guérir qu'en mangeant le cœur de Mélongi.

### La Fille-biche et le Fils de l'architecte
Le conte se passe dans l'Occident médiéval. Maud et Thibaut sont très amoureux l'un de l'autre. Thibaut, fils d'un architecte réputé, est l'apprenti du meilleur ami de son père. Maud, elle, est l'apprentie d'un sorcier puissant mais tyrannique. Ce dernier se met en tête de l'épouser, et, devant son refus, l'enferme dans la plus haute tour de son château. Thibaut parvient à la délivrer à ses risques et périls, mais le sorcier lance, à distance, un sort qui métamorphose Maud en animal. Thibaut et son maître doivent alors trouver un moyen de lui rendre sa forme humaine.

## Fiche technique
- Titre : Les Contes de la nuit
- Réalisateur : Michel Ocelot
- Scénario : Michel Ocelot
- Musique originale : Christian Maire
- Montage : Patrick Ducruet
- Distribution des rôles : Gigi Akoka
- Producteurs exécutifs : Philip Boëffard, Ève Machuel, Christophe Rossignon
- Sociétés de production : Nord-Ouest Production, Studio O, Studiocanal, Région Île-de-France
- Distribution : Studiocanal (sortie au cinéma en France)
- Durée : 84 minutes
- Pays :  France
- Langue : français
- Technique : images de synthèse converties en 3D relief
- Format : couleur, 1,78:1
- Son : Dolby Digital
- Dates de sortie : France : 20 juillet 2011

## Voix françaises
- Julien Béramis : le Garçon, les Héros
- Marine Griset : la Fille, les Héroïnes
- Yves Barsacq : Téo, le Sorcier (La Fille-biche et le Fils de l'architecte)
- Olivier Claverie : le Grand Berger (L'Élue de la ville d'or), le Roi des Morts (Tijean et la Belle-sans-Connaître), le Roi du Tibet (Le Garçon qui ne mentait jamais)
- Michel Elias : le Père (Le Loup-garou), le Vieillard Antillais (Tijean et la Belle-sans-Connaître), le Monarque voisin (Le Garçon qui ne mentait jamais), le Tuteur (La Fille-biche et le Fils de l'architecte)
- Isabelle Guiard : la Sœur Aînée (Le Loup-garou), la Fée des Caresses (La Fille-biche et le Fils de l'architecte)
- Olivia Brunaux : la Belle Fille (L'Élue de la ville d'or)
- Louise Rossignon : la Petite Fille (L'Élue de la ville d'or)
- Christophe Rossignon : l'Évêque (La Fille-biche et le Fils de l'architecte)
- Michel Ocelot : Mélonghé (Le Garçon qui ne mentait jamais)
- Firmine Richard : la Mangouste, l'Abeille et la Vieille Antillaise (Tijean et la Belle-sans-Connaître)
- Serge Feuillard : l'Iguane (Tijean et la Belle-sans-Connaitre)
- Legrand Bemba-Débert : Garçon TamTam (Le Garçon tam-tam)
- Fatoumata Diawara : la Fille du Roi (Le Garçon tam-tam)
- Umban Gomez De Kset : le Maitre du TamTam et le Chef ennemi (Le Garçon tam-tam)
- Gérard Diby : le Sorcier et le Roi (Le Garçon tam-tam)
- Sabine Pakora : la Cultivatrice et la Cuisinière (Le Garçon tam-tam)
- Fabrice Daudet Grazaï : le Guerrier (Le Garçon tam-tam)

## Production
Cinq des Contes de la Nuit, « Le Loup-garou », « Tijean et la Belle-sans-Connaître », « L'Élue de la ville d'or », « Le Garçon tam-tam » et « Le Garçon qui ne mentait jamais », sont repris de la série Dragons et Princesses qui avait été diffusée à la télévision en France sur Canal+ Family à la fin de l'année 2010, mais ont été adaptés pour le cinéma et convertis à la 3D relief. Le sixième conte, « La Fille-biche et le Fils de l'architecte », a été créé pour le film.

## Box office
Le film sort en France le 20 juillet 2011. Exploité sur 402 copies en première semaine, il cumule 142 877 entrées ; il en cumule 186 452 en deuxième semaine, 215 549 en troisième semaine et 229 572 en quatrième semaine. Au total, le film rassemble plus de 500 000 entrées.

## Distinctions
- Nominations à la Berlinale 2011 :
  - Ours d'Argent du Meilleur acteur (Michel Ocelot)
  - Ours d'Or (Michel Ocelot)
  - Ours d'Argent du Meilleur réalisateur (Michel Ocelot)
  - Grand Prix du jury (Michel Ocelot)
  - Ours d'Argent de la Meilleure contribution artistique (Michel Ocelot)
  - Ours d'Argent de la Meilleure musique de film (Michel Ocelot)
  - Prix Alfred-Bauer (Michel Ocelot)
  - Ours d'Argent - Meilleur scénario (Michel Ocelot)